# Ursviksmarschen

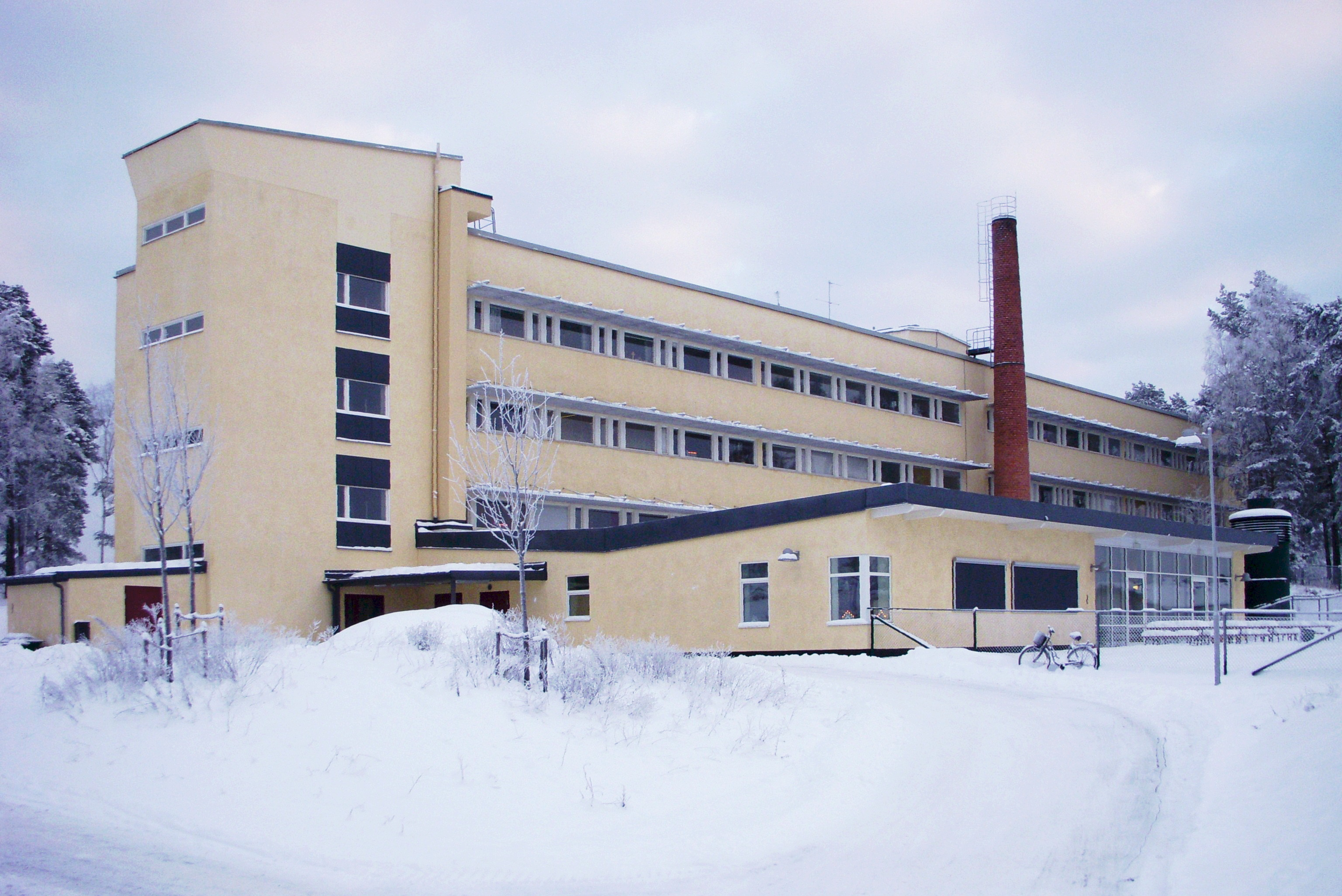
FOA:s tidigare kontorsbyggnad i Ursvik i Sundbyberg.

Ursviksmarschen var den första svenska protestmarschen mot kärnvapen som ägde rum 23 september 1961, organiserad av Kampanjen mot atomvapen (KMA). Demonstrationståget samlade runt 300 personer och började vid Mariatorget på Södermalm i Stockholm och gick via Alvik den ca tre mil långa vägen ut till Försvarets forskningsanstalt (FOA) i Ursvik, där den svenska forskningen för att framställa en atombomb bedrevs. Marschen enade flera olika rörelser och partier och kom att bli en milstolpe i den svenska fredsrörelsen. Dagen efter, den 24 september, hölls ytterligare en demonstration på Gärdet i Stockholm, där bland andra fredsaktivisten Bertil Svahnström talade.